# 小椋神社
小椋神社（おぐらじんじゃ）は、滋賀県大津市にある神社。式内社で、旧社格は県社。
小椋神社の他にも、大宮神社、若宮神社、今宮神社、新宮神社の4社が祀られている。

## 歴史
社伝によれば、天智天皇6年（667年）に天智天皇の大津京遷都のおりに、同行した加太夫（賀太夫、嘉太夫）仙人という行者が、大和国の丹生川上神社から分霊を仰木の地に勧請したのが創祀である。後に貞観元年（859年）、源融によって現社地に遷されたという。なお、現社地にはその前年の天安2年（858年）に文徳天皇の皇子、惟喬親王によって大宮神社が創祀されていたという。また、旧社地には現在は奥宮である滝壺神社が祀られている（北緯35度06分21.9秒 東経135度51分13.1秒 / 北緯35.106083度 東経135.853639度）。その後、延喜2年（902年）に若宮神社が祀られる。
延喜8年（908年）には延喜式内社に制定される。
貞元2年（977年）、この地に源満仲が移り住み、10年間滞在している。
建久元年（1190年）に今宮神社、新宮神社が境内に祀られ、中世には五社大権現（大明神）ともよばれ信仰を集めた。
1876年（明治9年）村社に列し、1908年（明治41年）神饌幣帛料供進社に指定された。また、小椋神社の社名はいつしか田所神社となっていたが、1945年（昭和20年）現在の社名に戻されるとともに、県社へ昇格した。

## 祭神
- 主祭神 - 闇淤加美神（闇龗神）

## 境内
- 小椋神社本殿
- 春日神社
- 菅原神社
- 中門
- 公文所
- 神饌所
- 拝殿
- 神輿蔵
- 大宮神社 - 祭神：伊邪那美神
- 若宮神社 - 祭神：稚日女神
- 多賀神社
- 塚本神社
- 神力稲荷神社
- 庭園「神苑」
- 仰霊社
- 子安神社
- 龍宮神社（眼の清水社）
- 新宮神社 - 祭神：少彦名神
- 今宮神社 - 祭神：大穴持神
- 神明神社 - 祭神：天照大神、豊受大神
- 収蔵庫
- 社務所
- 祓戸神社

## 文化財

### 重要美術品
- 石造瑞垣 2所 - 正安2年（1300年）。

## 祭事
- 例祭 （5月3日）

仰木祭りと称される。また、例年雨天が多く神輿の通った後が泥田のようになったため、泥田祭ともよばれる。平安時代後期に仰木に移り住んだ清和源氏の2代目、源満仲を偲ぶ古式行事が行われ、流鏑馬、5社の神輿の巡幸が行われる。

## 現地情報
所在地
- 滋賀県大津市仰木4-38-55